# Sidi Embarek
Pour les articles homonymes, voir Embarek.
Sidi Embarek (en arabe ;  سيدي مبارك) ou anciennement Paul Doumer) est une commune de la wilaya de Bordj-Bou-Arreridj en Algérie.

## Géographie

### Localisation
La commune est située  dans la plaine de la Medjana, région des Hauts-Plateaux, entre les monts Bibans au nord et la chaîne du Hodna au sud, dans un bassin agricole situé à 966 mètres d'altitude moyenne. Elle se trouve à 15 km au nord-est de Bordj Bou Arreridj, à environ 48 km a l'ouest de Sétif et à environ de 255 km au sud-est d'Alger.
Sidi Embarek est une commune de la daïra de Bir Kasdali avec une superficie totale de 98 km2.
| Hasnaoua           | Chefaa       | Khelil      |
| Bordj Bou Arreridj | Sidi Embarek | Bir Kasdali |
| El Anasser         | Bordj Ghedir | Ras El Oued |

La commune est située à une dizaine de kilomètres de Bordj Bou Arreridj, elle est traversée par la route nationale 5 qui relie Alger à Sétif, son climat est semi aride.

## Histoire

### Préhistoire
Différents objets, tels que des armes en silex, des pointes de flèches et de lanceurs ainsi que des poteries, indique que la région était habitée au Mésolithique et au Néolithique.

### De l'époque romaine auXIXesiècle
Durant la période romaine, la région de Bordj s'appelait « Tamanouna ». Elle est partie intégrante de la province romaine de la Maurétanie Césarienne devenue la Maurétanie Sitifienne. Khelil était rattaché à Serteïa-Anicens, qui constitue désormais les ruines de Kherbet-Guidra. Il s'agissait d'une basilique romaine.

### Période française de 1870 à 1962
À l'époque coloniale française, Sidi Embarek était un douar et un village (Paul Doumer) de la commune mixte des Maâdid créée par arrêté gouvernemental du 22 mai 1890 dans l'arrondissement de Sétif (Département de Constantine).Sidi Embarek était peuplée par des puissantes tribus arabes qui ont participé à la guerre d’Algérie de 1830. Ils étaient également des agriculteurs.  
La ville contient les vestiges d'une église romaine ainsi que trois sites de vestiges préhistoriques tels que des armes en silex, pointes de flèches et de lances ainsi que des poteries diverses témoins de peuplement de la région aux différentes époques du mésolithique et du néolithique. L'existence de ces vestiges témoigne de l'apparition de l'industrie lithique dans la région sous ses diverses formes, de l'usage de la pierre pour les besoins quotidiens tels que la chasse et le refuge, et son évolution vers le néolithique.
Cette commune porte le nom d'un marabout, Sidi Ali Embarek, de la tribu des Hachem, dont l'un des descendants Mohammed Ben Allel combattit sous les ordres d'Abd el-Kader et fut tué lors du combat de l'oued El Malah, le 11 novembre 1843.

## Administratif
La population est de 11641 habitants. La ville est composée de plusieurs localités dont Aïn Trab.
La commune est rattachée a la nouvelle Wilaya déléguée de Ras El Oued, en date du 26 novembre 2019.

### Localités et lieux-dits
Outre son chef-lieu éponyme, la commune de Sidi embarek est composée à sa création en 1984 des localités suivantes :
- Agou
- Aïn Trab
- Argoub Diba
- Bayada
- Benguezou
- Boudinar
- Boulhaf
- Bir Attoua
- Chenia
- Chouf Mazoula
- Draa Medbouh
- El Barroug
- El Malha
- Ferme Femniou
- Hlilifa
- Laribia
- Mechta Sidi amar
- Melha
- Nousria
- Oued Chaïr
- Ouled Ahbab
- Ouled Sidi Amer
- Ousfane
- Ras Mazoula
- Sidi Embarek
- Zouaoucha

## Santé
La ville possédé un centre médico-pédagogique pour handicapés ainsi qu'un centre paramedical.

## Sports
La ville possède un complexe sportif.